# Kyssande vind
Kyssande vind är en kort dikt från 1930-talet av Hjalmar Gullberg. Den ingår i samlingen Kärlek i tjugonde seklet från 1933, som väckte stor uppmärksamhet på grund av frispråkighet, så kallad ”ny saklighet”, i sexuella frågor. Dikten består av tre strofer om vardera åtta rader. Enligt Gullberg var den hans mest populära dikt inom kärleksgenren.
Hjalmar Gullberg var 35 år gammal när han skrev dikten. Han hade nyligen studerat vid Lunds universitet. Dikten beskriver hur en man plötsligt dyker upp och förför en gift eller förlovad kvinna. Han beskrivs som en vind, han tar inte hänsyn till förbud. Dikten kan placeras in i temat kring den förbjudna eller blinda kärleken.

## Språk och stil
Berättarperspektivet är ett allvetande utomstående tredjepersonsperspektiv som kommenterar såväl handling som tankar hos personer i texten. Dikten är skriven på 1930-talet med tidstypiska ordval som "därvid", "blott", "gullregnens" och "trånad".
Handlingen är uppbyggd med hjälp av flera litterära termer. Det uppstår allegori (när berättelsen kan tolkas som något annat), symboler (föremål/händelser som står för något annat), liknelser som kräver ordet "som", besjälning (när föremål/saker levandegörs), rim vilket ger dikten rytm, stegring (spänningen byggs upp) och en metafor (ett oväntat besked). 
Dikten är kort och komprimerad. Redan i denna första av tre strofer framträder genuspositionerna som synnerligen traditionella, närmast stereotypa. Den maskulina positionen som representeras av vinden är aktiv: Han kommer, kysser, och agerar förförare på samma suveräna sätt som vinden vars kraft inte kan hejdas.